# Vucikove, Boureni
Vucikove (în ucraineană Вучкове) este localitatea de reședință a comunei Vucikove din raionul Boureni, regiunea Transcarpatia, Ucraina.

## Demografie
Componența lingvistică a localității Vucikove
     Ucraineană (98,85%)
     Rusă (1,15%)
Conform recensământului din 2001, majoritatea populației localității Vucikove era vorbitoare de ucraineană (98,85%), existând în minoritate și vorbitori de rusă (1,15%).